# Битва за Ангилью
Би́тва за Анги́лью (англ. Battle of Anguilla, фр. Bataille d'Anguilla) — сражение между войсками Французского королевства и Британской империи на контролируемом британцами карибском острове Ангилья, состоявшееся 21 мая 1745 года во время Войны за австрийское наследство.

## Предыстория
Помимо Европы, боевые действия Войны за австрийское наследство также велись на остальных французских и британских владениях в Индии и Карибском бассейне. Конвои и владения каждой страны были целью или угрозой.
В 1744 году 300 британских колониальных войск из Сент-Китса, состоящие из ополченцев, рабов и регулярных войск в сопровождении двух каперов, вторглись и захватили французскую часть соседнего острова Сен-Мартен, удерживая её до Второго Ахенского мира 1748 года. В ответ в конце мая 1745 года французский флот из 2 королевских фрегата с 36 и 32 орудиями соответственно, 3 каперов и 2 голландских судовых тендеров под командованием коммодора де Ла Туша отплыл с Мартиники на контролируемый британцами остров Ангилья с целью захватить его.
Британцы на Ангилье знали об угрозе и поэтому сформировали небольшой гарнизон численностью около 150 ополченцев и регулярных солдат под командованием заместителя губернатора Ангильи Артура Ходжа.

## Ход битвы
Французский флот прибыл на Ангилью рано утром 21 мая и застигнул британцев врасплох. Де Ла Туш высадил 759 человек на берегу одноимённого залива Крозус. Неожиданная высадка стала для французов большим воодушевлением, но для британцев — большим разочарованием, поскольку они были в значительном меньшинстве. Ходж разделил своих солдат на три взвода и разместил их на очень узкой тропе за хорошо скрытыми брустверами, через которые должны были пройти французы. 1-й взвод состоял из 22 регулярных солдата и находился под командованием капитана Ричардсона. Когда французы попали в их тщательно продуманную засаду, они вступили с ними в бой, регулярно стреляя и с хорошей точностью нанеся французам тяжёлые потери. Через несколько минут авангард французов вышел из строя и вскоре обратился в бегство. Через 15 минут другие части повторили ту же участь и, удерживая свои позиции, пока остальные французы продвигались, тоже отступили.
Затем британцы начали контратаку, преследуя отступающих французов, направлявшихся обратно к своим лодкам в заливе. Отступление превратилось в бегство, поскольку французы запаниковали и попытались подняться на борт своих лодок. Французские корабли открыли огонь по британцам, которые прекратили преследование, а затем окружили пленных. Многие французы утонули, пытаясь добраться до своих лодок.
Британцы ожидали новой атаки на следующий день, но французы решили отказаться от атаки и отошли обратно на Мартинику.

## Последствия
В ходе битвы французы потеряли около 35 человек убитыми или утонувшими, 65 ранеными и 50 взятыми в плен. Среди погибших были старший лейтенант второго фрагета, каперский капитан Ролоу, сын губернатора Сен-Бартелеми и несколько других офицеров. Сам де Ла Туш был ранен в руку и бедро.
Британские войска потеряли 7 человек убитыми или ранеными, но захватили два французских знамена, много огнестрельного оружия, ящиков для боеприпасов, ручных гранат и вертлюжных ружей. По словам Артура Ходжа, трофеи были переданы чернокожему населению острова в награду за помощь в защите острова.
Позже де Ла Туш установил на том самом берегу флаг перемирия, и ему удалось обменять некоторых пленников на такие предметы, как еда, вино и припасы.